# Шигаево (Бурятия)
Шига́ево — село в Кабанском районе Бурятии. Административный центр сельского поселения «Твороговское».

## География
Расположено на левобережье реки Селенги в 22 км к северо-западу от Кабанска у республиканской автодороги Береговая — Кабанск — Посольское (28-й км). К югу от села лежит Кударинская степь с островками сосновых боров. К северу и востоку находится обширная дельта Селенги, с расположенным здесь природным резерватом — Кабанским заказником.

## Население
| 2002 | 2010 |
| ---- | ---- |
| 590  | ↘513 |

## Инфраструктура
В селе действуют средняя общеобразовательная школа, сельский дом культуры, библиотека, краеведческий музей, фельдшерско-акушерский пункт, почтовое отделение.

## Экономика
СПК «Твороговский» — животноводство, растениеводство. Жители заняты рыболовством, личным подсобным хозяйством.

## Памятники археологии
- Стоянка Шигаево —  неолитическая стоянка, находится к западу от села Шигаево на песчаных выдувах к югу от дельты Селенги[3].